# Цикл НОРД
Цикл НОРД («наблюдение, ориентация, решение, действие» ← англ. OODA: observe, orient, decide, act) — концепция, разработанная Джоном Бойдом в 1995 году, также известная как «петля Бойда»: кибернетический самовоспроизводящийся и саморегулирующийся цикл, имеющий в своей структуре 4 многократно повторяемых в петле процесса, то есть реализацию принципа обратной связи. Согласно Бойду, любые процессы, соответствующие реальности, действуют в непрерывном цикле, постоянно взаимодействуют с окружающей средой и учитывают её изменения.
Идеи Д. Бойда сложились на основе трудов таких известных исследователей, как Жан Пиаже, Людвиг фон Берталанфи, Томас Кун, Майкл Полани, Норберт Винер, Грегори Бэйтсон.

## Концепция НОРД
Свою концепцию Д. Бойд разрабатывал для армии США. В связи с этим НОРД изначально ставил своей задачей объяснение причин поражений и побед в столкновениях между противниками. Согласно концепции Д. Бойда, обе стороны, вступающие в военный конфликт, действуют и принимают решения в рамках своей петли НОРД.
Существует два основных способа достижения победы над противником:
1. сделать свои циклы действий более быстрыми
2. улучшить качество принимаемых решений.

Первый вариант позволит действовать на опережение и вынудит противника реагировать на действия, если своя петля быстрее, чем у противника. Второй путь — принимать решения, лучше соответствующие данной ситуации, чем решения противника, или же добиться ухудшения решений со стороны противника.
В некоторых случаях в качестве противника выступает внешняя среда.

## Составные элементы НОРД
НОРД состоит из 4 элементов-процессов:
- Наблюдение (англ. observation) — преобразование изменений во внешней и внутренней (элементы обратной связи) среде в форму сигналов-данных, использующихся в дальнейшем. Информацию можно собирать из внешних и внутренних источников. Качество и скорость сбора информации определяют эффективность принимаемых решений.
- Ориентация (англ. orientation) — оценка данных в соответствии с контекстом, наделение данных смыслом. Скорость и качество этого этапа зависят от того, сколько существует уже сформированных планов. Если их мало или нет, то будет затрачиваться время на их разработку. Ориентация — самый сложный этап во всем цикле. Данный этап состоит из двух подэтапов:
  - А. Разрушение (англ. destruction) — дробление проблем и данных на мелкие части, которые более легки для понимания; деконструкция сложного вопроса.
  - Б. Созидание (англ. creation) — создание плана и альтернатив решения проблемы за счёт обработки упрощённой информации.
- Решение (англ. decision) — выбор альтернатив и планов на основе оценок, разработанных на этапе ориентации. Критерии выбора могут быть разными и зависеть от целей конкретной системы.
- Действие (англ. action) — реализация конкретного разработанного плана с воздействием на окружающую среду. В результате этого действия внешняя среда изменяется, что снова влияет на всю систему. Реализуется принцип обратной связи.